# Marc Simenon
Pour les articles homonymes, voir Simenon (homonymie).
Marc Simenon est un réalisateur et un scénariste français né le 19 avril 1939 à Uccle (Belgique) et mort le 24 octobre 1999 dans le 15e arrondissement de Paris.

## Biographie

### Jeunesse et études
Marc Simenon est le fils de l’écrivain Georges Simenon (1903-1989).

### Carrière
Il fait ses débuts au cinéma en tant qu'assistant-réalisateur de Jean Renoir sur le Le Déjeuner sur l'herbe (1959). Il travaille par la suite avec Jean Girault (Le Gendarme de Saint-Tropez, Les Gorilles, Le Gendarme à New York), Michel Boisrond (Cherchez l'idole) ou encore  Jean Boyer (Relaxe-toi chérie).
Il signe sa première réalisation en 1970, Le Champignon, un giallo franco-italien dont il est également scénariste.
En 1981, pour son film Signé Furax, adapté du feuilleton radiophonique à succès de Francis Blanche,  il arrive à réunir plus de vingt vedettes du monde du cinéma et de la télévision, mais le public ne suit pas ; ce sera son dernier film sur grand écran.

### Mort
Le 19 octobre 1999, il fait une grave chute dans un escalier. Hospitalisé en soins intensifs, il meurt des conséquences de cet accident le 24 octobre 1999.

### Vie privée
En avril 1960, il épouse Marie-France Grisoni, avec qui il aura deux enfants, Serge (en 1962) et Diane (en 1964).
Selon Patrice Laffont, il aurait eu une liaison avec la comédienne Geneviève Grad rencontrée sur le tournage du Gendarme de Saint-Tropez en 1964.
Le 16 septembre 1968, il épouse en secondes noces l'actrice Mylène Demongeot (1935-2022), rencontrée en 1966.

## Filmographie
(en tant que réalisateur sauf précision)

### Cinéma
- 1959 : Le Déjeuner sur l'herbe de Jean Renoir - en tant qu'assistant-réalisateur
- 1962 : Les Petits Chats de Jacques R. Villa - en tant qu'assistant-réalisateur
- 1964 : Le Gendarme de Saint-Tropez de Jean Girault - en tant qu'assistant-réalisateur
- 1964 : Les Gorilles de Jean Girault - en tant qu'assistant-réalisateur
- 1964 : Cherchez l'idole de Michel Boisrond - en tant qu'assistant-réalisateur
- 1964 : Relaxe-toi chérie de Jean Boyer- en tant qu'assistant-réalisateur
- 1965 : Le Gendarme à New York de Jean Girault - en tant qu'assistant-réalisateur
- 1965 : Évariste Galois, court-métrage d'Alexandre Astruc - en tant qu'assistant-réalisateur
- 1970 : Le Champignon ou L'assassin frappe à l'aube - également scénariste
- 1971 : L'Explosion
- 1972 : Douce est la revanche
- 1974 : Par le sang des autres
- 1977 : La Moto qui tue (L’Échappatoire) de Claude Patin - en tant que conseiller technique
- 1981 : Signé Furax - également scénariste

### Télévision

#### Téléfilms
- 1992 : Vacances au purgatoire
- 1998 : Microclimat

#### Séries télévisées
- 1968 : Les Dossiers de l'Agence O
- 1980 : Kick, Raoul, la Moto, les Jeunes et les Autres
- 1986 : Le Petit Docteur, épisodes L'Amoureux en pantoufles, La Piste de l'homme roux et Le Flair du petit docteur
- 1994-1995 : Chien et Chat, épisodes L’Embrouille et La Faute
- 1996 : Chercheurs d'or